# Erik Nilsson (fotbollsspelare)
Erik Henry Sixten Nilsson, född 6 augusti 1916 i Limhamn, död 9 september 1995 i Höllviken, var en svensk fotbollsspelare (vänsterback) och flerfaldig svensk mästare för Malmö FF som spelade med i det svenska landslag som i London 1948 vann OS-guld.
Nilsson var dessutom med i de svenska landslag som tog VM-brons i Brasilien 1950 och vann OS-brons i Helsingfors 1952. På klubbnivå representerade han Malmö FF där han gjorde över 600 matcher på 19 år. Med klubben blev han svensk mästare vid fyra tillfällen och tog också hem fyra segrar i Svenska cupen. 
År 1950 tilldelades Nilsson Guldbollen som Sveriges bästa fotbollsspelare.
Nilsson är som medlem nr 7 invald i Svensk fotbolls Hall of Fame.

## Karriär
Nilsson debuterade redan som 17-åring i Malmö FF och kom att tillhöra den laguppställning, som blev klubbens mest svårslagna genom tiderna då man i obruten följd, under åren 1949–1951, spelade 49 allsvenska matcher utan förlust. Han gjorde sin landslagsdebut i fotbolls-VM 1938 i Frankrike och spelade sedan totalt 57 landskamper.
Nilsson tog tre medaljer i tre stora mästerskap, guld i OS 1948, brons i VM i Brasilien 1950 och brons i OS 1952. Han är en av två spelare (den andre är Alfred Bickel, Schweiz) som har spelat VM både före och efter andra världskriget (1938 respektive 1950).
Vid sidan av fotbollen arbetade Nilsson, som flera andra MFF:are, på Statens Järnvägar (SJ).

### Stor grabb och Hall of Fame
Nilsson blev år 1943 Stor grabb inom svensk fotboll och år 2003 valdes han som medlem nr 7 in i Svensk fotbolls Hall of Fame. Han presenteras där med texten:
"Slitstark back som under tre decennier spelade minst i semifinal vid internationella mästerskap. Mångårig landslagslagkapten, liksom i det dominerande klubblaget Malmö FF, där han under 19 års tid spelade 600 matcher."

## Meriter

### I klubblag
Malmö FF
- Svensk mästare (4): 1943/44, 1948/49, 1950/51, 1952/53 (fick ingen medalj guldsäsongen 1949/50 pga skada och för få matcher spelade)
- Svensk cupmästare (4): 1944, 1946, 1947, 1951

### I landslag
Sverige
- 57 A-landskamper, 0 mål, 37 gånger lagkapten (1938–1952)
- OS-spel (2): guld 1948, brons 1952
- VM-spel (2): fyra 1938, brons 1950

### Individuellt
- Guldbollen 1950

### Webbkällor
- Erik Nilsson på Sveriges Olympiska Kommittés webbplats
- Erik Nilsson på Olympedia (engelska)
- Lista på landskamper, svenskfotboll.se, läst 2013 01 29